# 549
549 је била проста година.

## Догађаји
- Опсада Рима (549—550): Остроготи под Тотилом опседају Рим по трећи пут, након што се Велизар вратио у Цариград. Он нуди мировни споразум, али га цар Јустинијан I одбија.
- Тотила осваја град Перуђу (Централна Италија) и поставља готски гарнизон. Заробљава епископа Перуђе Херкулана и наређује да му потпуно скину кожу. Остроготски војник замољен да изврши ово језиво погубљење показује сажаљење и обезглављује Херкулана пре него што му скину кожу са сваког дела тела.
- У Циркус Максимус, првом и највећем циркусу у Риму, одржавају се последње трке кочија.
- Јануар – Битка код Сил Конаира, Ирска: Аилил Инбанда и његов брат су поражени и убијени.
- Агила I је наследио Теудигисила на месту краља Визигота, након што га је убила група завереника током банкета у Севиљи.
- Пролеће – Лазички рат: Византијска војска под Бесасом комбинује снаге са краљем Губазесом II и побеђује Персијанце у Лазици (савремена Грузија) у изненадном нападу. Преживели се повлаче у кавкаску Иберију.
- Римска војска безуспешно опседају Петру, Лазицу.
- Јианвен Ди је наследио свог оца Ву Дија на месту цара из династије Лианг (Кина).
- Израђен је Преображење Христово, мозаик у апсиди, Богородичина црква, манастир Свете Катарине у Египту.
- Пети Орлеански сабор: Девет архиепископа и четрдесет један епископ изричу анатему на учења Несторија и Евтихија.
- Епископ Равене Максимијан освештава базилику Сан Аполинаре ин Класе.
- У Ирској је основана епархија Осори.